# RalliSport Challenge
RalliSport Challenge è un videogioco di rally del 2002 sviluppato da DICE e pubblicato da Microsoft Games Studios.

## Modalità di gioco
Vi sono varie modalità di gioco:
- Rally: il giocatore dovrà gareggiare da un punto A ad un punto B. In modalità carriera si dovrà correre contro degli avversari invisibili cercando di battere il tempo migliore, mentre in gara singola ci saranno degli avversari fisici controllati dal computer.
- Hillclimb: il giocatore dovrà affrontare una gara in salita su una montagna con fossati e rocce ai lati. Questo rende la gara particolarmente difficile poiché bisognerà stare attenti a non finire fuori strada e a non danneggiare l'auto.
- Corsa su ghiaccio: in questa modalità si dovrà gareggiare su un circuito ghiacciato e con neve ai lati, il che rende la gara particolarmente ardua perché bisognerà prestare attenzione ad eventuali frenate brusche.
- Rallycross: in questa modalità si dovrà gareggiare su un circuito con avversari fisici, passando su strade fangose ad asfaltate in poco tempo.

Il giocatore inizierà il gioco solamente con 8 auto, non importa il livello di difficoltà usata. Le restanti 21 auto andranno sbloccate vincendo delle gare in modalità carriera.
In difficoltà principiante si può riprendere una serie di gare (chiamati eventi) in qualsiasi momento, mentre, in difficoltà normale o difficile si dovrà riavviare l'evento dall'inizio.
Al di fuori della carriera si potranno giocare delle gare a tempo in cui bisognerà battere il tempo di un guidatore fantasma. Oltre a questo esiste anche una modalità a schermo condiviso in cui 2 giocatori nella stessa console potranno gareggiare in qualunque modalità.

## Veicoli
Ci sono 29 veicoli che è possibile guidare:
- Audi Sport quattro S1
- Audi Sport quattro S1 E2 Pikes Peak
- Citroën Xsara Kit Car
- Citroën Xsara WRC
- Ford Escort RS Cosworth
- Ford Focus Cosworth
- Ford Focus RS WRC
- Ford RS200
- Lancia Delta Integrale
- Lancia Delta S4

- MG Metro 6R4
- Mitsubishi Lancer Evolution VI
- Mitsubishi Lancer WRC
- Nissan Micra
- Nissan Skyline GT-R R34
- Opel Astra G
- Peugeot 205 Turbo 16
- Peugeot 206 WRC
- Peugeot 306
- Peugeot 405 Turbo 16

- Renault 5 Turbo
- Saab 9-3
- Saab 9-3 Viggen
- Subaru Impreza WRC
- Subaru Impreza WRX STi
- Suzuki Escudo Pikes Peak Version
- Toyota Corolla WRC
- Toyota Tacoma Pikes Peak Version
- Volkswagen New Beetle

## Accoglienza
Il gioco ha ricevuto molte recensioni positive
| Recensore    | Punteggi Complessivi | Punteggi Complessivi |
| Recensore    | Xbox                 | PC                   |
| ------------ | -------------------- | -------------------- |
| Metacritic   | 87/100               | 77/100               |
| GameRankings | 87,87/100            | 81,89/100            |
| Recensore    | Punteggi recensioni  | Punteggi recensioni  |
| Recensore    | Xbox                 | PC                   |
| GameSpot     | 9,1/10               | 8,8/10               |
| IGN          | 9,2/10               | 8,0/10               |